# Diagrama de bifurcación

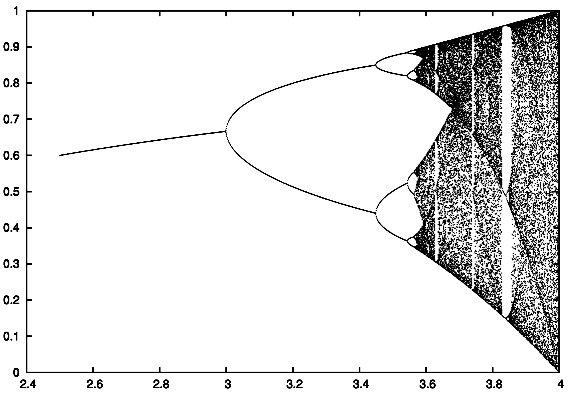
Ejemplo de diagrama de bifurcación.

En matemáticas, un diagrama de bifurcación de un sistema dinámico es una estratificación de su espacio de parámetros inducida por la equivalencia topológica, junto con los retratos de fase representativos de cada estrato. Las soluciones estables suelen representarse mediante líneas continuas, mientras que las soluciones inestables se representan con líneas punteadas.

## Bifurcación de Pitchfork
La bifurcación de Pitchfork es habitual en sistemas dotados de alguna simetría. Al igual que las bifurcaciones de Hopf, las bifurcaciones de Pitchfork pueden ser supercríticas o subcríticas.
Las supercríticas tienen la forma normal: {\displaystyle {\frac {dx}{dt}}=rx-x^{3}.}
Las subcríticas tienen la forma normal: {\displaystyle {\frac {dx}{dt}}=rx+x^{3}.}

## Ruptura de la simetría en sistemas de bifurcación
En un sistema dinámico como
{\displaystyle {\ddot {x}}+f(x;\mu )+\epsilon g(x)=0},

Ruptura de simetría en una bifurcación de Pitchfork ya que el parámetro Ɛ ha variado. Ɛ = 0 es el caso de bifurcación de Pitchfork simétrica.

el cual es estructuralmente estable cuando {\displaystyle \mu \neq 0}, si un diagrama de bifurcación es dibujado, considerando {\displaystyle \mu } como el parámetro de bifurcación, pero para valores distintos de {\displaystyle \epsilon }, el caso {\displaystyle \epsilon =0} es la bifurcación de Pitchfork simétrica. Cuando  {\displaystyle \epsilon \neq 0}, se dice que se tiene una bifurcación de Pitchfork con simetría rota. Esto es ilustrado en la animación de la derecha.